# Primera Divisió (1998/1999)
Primera Divisió 1998/1999 był to 4. sezon andorskiej pierwszej klasy rozgrywkowej w piłce nożnej. Brało w niej udział 12 zespołów, które grały ze sobą systemem „każdy z każdym”. Mistrzostwo Andory obronił CE Principat, dla którego był to trzeci tytuł mistrzowski w historii klubu. 

## Zasady rozgrywek
W rozgrywkach brało udział 12 drużyn, walczących o tytuł mistrza Andory w piłce nożnej. Każda z drużyn rozegrała po 2 mecze ze wszystkimi przeciwnikami (razem 22 spotkania). Cztery najsłabsze zespoły ligi spadły do Segona Divisió.

## Drużyny
| Uczestnicy poprzedniej edycji                                                                                 | Uczestnicy poprzedniej edycji | Uczestnicy poprzedniej edycji | Uczestnicy poprzedniej edycji |
| --- | ----------------------------- | ----------------------------- | ----------------------------- |
| PRI | CE Principat                  | 1                             |                               |
| SFC | FC Santa Coloma               | 2                             |                               |
| ENC | FC Encamp                     | 3                             |                               |
| INT | Inter Club d’Escaldes         | 4                             |                               |
| SCE | Sporting Club d’Escaldes      | 5                             |                               |
| ENG | FC Engolasters                | 6                             |                               |
| BEN | CE Benito                     | 7                             |                               |
| MAS | Deportivo La Massana          | 8                             |                               |
| SJU | UE Sant Julià                 | 9                             |                               |
| VAL | Gimnàstic Valira              | 11                            |                               |
| |                               |                               |                               |
| CON | Constel·lació Esportiva       |                               |                               |
| EXT | UE Extremenya                 |                               |                               |
| Oznaczenia: - kolumna pierwsza – skróty nazw drużyn, - kolumna trzecia – miejsce zajęte w poprzednim sezonie. |                               |                               |                               |

## Stadiony
Wszystkie drużyny grające w Primera Divisió rozgrywały wszystkie spotkania ligowe na Estadi Comunal d'Aixovall w Aixovall.

## Tabela końcowa
| Lp. | Drużyna                  | M  | Z  | R | P  | Bramki | Bramki | Różn. | Pkt | Uwagi                                |
| --- | ------------------------ | -- | -- | - | -- | ------ | ------ | ----- | --- | ------------------------------------ |
| 1   | CE Principat (M, P)      | 22 | 20 | 2 | 0  | 110    | 10     | +100  | 62  | Puchar UEFA • I runda kwalifikacyjna |
| 2   | FC Santa Coloma          | 22 | 17 | 3 | 2  | 64     | 19     | +45   | 54  |                                      |
| 3   | FC Encamp                | 22 | 13 | 4 | 5  | 62     | 30     | +32   | 43  |                                      |
| 4   | Inter Club d’Escaldes    | 22 | 12 | 5 | 5  | 46     | 22     | +24   | 41  |                                      |
| 5   | Constel·lació Esportiva  | 22 | 11 | 2 | 9  | 52     | 32     | +20   | 35  |                                      |
| 6   | UE Sant Julià            | 22 | 10 | 5 | 7  | 50     | 42     | +8    | 35  |                                      |
| 7   | CE Benito                | 22 | 9  | 4 | 9  | 33     | 29     | +4    | 31  |                                      |
| 8   | Sporting Club d’Escaldes | 22 | 7  | 5 | 10 | 29     | 44     | −15   | 26  |                                      |
| 9   | UE Extremenya (S)        | 22 | 5  | 1 | 16 | 23     | 83     | −60   | 16  | Spadek do Segona Divisió             |
| 10  | FC Engolasters (S)       | 22 | 4  | 5 | 13 | 24     | 49     | −25   | 14  | Spadek do Segona Divisió             |
| 11  | Deportivo La Massana (S) | 22 | 3  | 2 | 17 | 22     | 82     | −60   | 11  | Spadek do Segona Divisió             |
| 12  | Gimnàstic Valira (S)     | 22 | 1  | 2 | 19 | 23     | 96     | −73   | 5   | Spadek do Segona Divisió             |

## Wyniki
| Gospodarz \ Gość         | BEN | EXT | CON | MAS  | ENC | ENG | SCE | VAL  | INT | PRI  | SFC | SJU |
| CE Benito                |     | 4:0 | 1:3 | 3:0  | 1:1 | 0:0 | 0:0 | 2:0  | 1:2 | 1:4  | 2:3 | 1:3 |
| UE Extremenya            | 0:2 |     | 3:2 | 0:2  | 1:5 | 2:5 | 1:2 | 3:2  | 0:5 | 0:9  | 0:1 | 0:4 |
| Constel·lació Esportiva  | 1:0 | 6:0 |     | 2:1  | 1:3 | 4:0 | 5:0 | 6:1  | 2:3 | 0:3  | 0:2 | 1:2 |
| Deportivo La Massana     | 0:2 | 1:2 | 0:6 |      | 1:4 | 0:3 | 2:2 | 5:1  | 1:5 | 0:10 | 0:2 | 1:3 |
| FC Encamp                | 1:2 | 9:0 | 3:1 | 3:0  |     | 0:2 | 3:0 | 5:1  | 1:1 | 0:1  | 3:1 | 5:2 |
| FC Engolasters           | 0:2 | 0:3 | 0:2 | 0:0  | 1:1 |     | 0:3 | 4:1  | 1:3 | 1:4  | 0:3 | 1:1 |
| Sporting Club d’Escaldes | 1:3 | 3:1 | 1:3 | 4:1  | 0:1 | 4:2 |     | 2:1  | 1:0 | 1:6  | 0:4 | 1:2 |
| Gimnàstic Valira         | 0:2 | 3:3 | 3:5 | 0:4  | 1:6 | 3:1 | 2:2 |      | 1:3 | 0:11 | 0:2 | 0:3 |
| Inter Club d’Escaldes    | 2:0 | 2:3 | 0:0 | 3:1  | 1:2 | 0:0 | 4:0 | 4:1  |     | 0:0  | 1:2 | 1:0 |
| CE Principat             | 3:2 | 4:0 | 3:0 | 16:0 | 5:1 | 4:0 | 1:0 | 10:1 | 4:1 |      | 0:0 | 5:0 |
| FC Santa Coloma          | 4:1 | 6:0 | 2:1 | 5:1  | 3:1 | 3:2 | 2:2 | 10:1 | 1:1 | 0:2  |     | 5:1 |
| UE Sant Julià            | 1:1 | 6:1 | 1:1 | 6:1  | 4:4 | 6:1 | 0:0 | 3:0  | 0:4 | 2:5  | 0:3 |     |

Źródło: RSSSF
Objaśnienia:
1Drużyna gospodarzy jest wymieniona po lewej stronie tabeli.
Kolory: zielony – zwycięstwo gospodarzy, żółty – remis, różowy – zwycięstwo gości.